# 朱右
朱右（1314年—1376年），字伯賢，自號鄒陽子。臨海人。明朝歷史學家。
生於元仁宗延佑元年（1314年），學於陳德永，元末從陳叔夏、林景和遊，又從李孝光習文法，尤长《书》《礼》《春秋》。歷官慈溪教諭、蕭山主簿、江浙行省照磨，至正二十年（1360年），授江浙行省左右司都事，轉員外郎。洪武三年（1370年）續修《元史》，史成，以病辭歸。又有《元史拾遗》。洪武六年（1373年）由于宋濂的推荐，再度赴京修《日歷》、《皇明寶訓》，授翰林院編修。遷晉府右長史。洪武九年（1376年）卒官。宋濂說：“吾友朱先生伯賢，以純篤之資，而留萬方數據意於辭章，先秦、兩漢以至近代諸文，無不周覽，用功之久，灼見是非之真”。著有《元史補遺》、《唐宋文衡》、《八先生文集》。